# Witold Kondracki
Witold Maurycy Kondracki (ur. 29 września 1950 w Warszawie – zm. 24 czerwca 2015) – polski matematyk, wieloletni pracownik Instytutu Matematycznego PAN w Warszawie. Zajmował się geometrią różniczkową i teorią pola, w ostatnich latach życia pracował w międzynarodowym programie detekcji fal grawitacyjnych.

## Życiorys
Maturę zdał w 1968 w V Liceum Ogólnokształcące im. Księcia Józefa Poniatowskiego w Warszawie. Studia matematyczne na Uniwersytecie Warszawskim ukończył w 1973. Doktoryzował się w Instytucie Matematycznym PAN w 1976 na podstawie rozprawy napisanej pod kierunkiem Krzysztofa Maurina pt. Geometryzacja klasycznej teorii pola i jej zastosowanie w teorii pól Yanga-Mills'a. W 1985 habilitował się w Instytucie Matematycznym PAN na podstawie rozprawy pt. O stratyfikacji przestrzeni działania automorfizmów na koneksje.